# Karolin Frankenberger
Karolin Frankenberger (* 25. November 1976) ist eine deutsche Ökonomin und ordentliche Professorin für Strategie und Innovation an der Universität St. Gallen.

## Werdegang
Karolin Frankenberger absolvierte von 1996 bis 2000 ihr Studium der Betriebswirtschaftslehre an der Katholischen Universität Eichstätt-Ingolstadt und erlangte im Jahr 2000 einen Abschluss als Diplom-Betriebswirtin. Im Anschluss widmete sie sich ihrer Promotion an der Universität St. Gallen mit dem Thema "Die Rolle des sozialen Kontexts im Strategieprozess", betreut von  Günter Müller-Stewens und  Andreas Herrmann. Während ihrer Promotionszeit führte sie zusätzliche Forschungsaufenthalte an der Harvard Business School und der University of Connecticut durch und schloss ihr Promotionsstudium im Jahr 2004 mit summa cum laude ab.
Nach ihrer Promotion arbeitete sie von 2004 bis 2011 als Beraterin bei McKinsey & Company. Anschließend kehrte sie als Post-Doktorandin in die akademische Forschung zurück und verbrachte drei Jahre am Institute of Technology Management der Universität St. Gallen. Dort wurde sie im Jahr 2014 zur Assistenzprofessorin ernannt und übernahm gleichzeitig die Leitung des Kompetenzzentrums für Innovative Geschäftsmodelle & Wettbewerbsstrategien. 2016 bis 2018 bekleidete sie die Professur für Strategisches Management an der Universität Luzern. Seit dem 1. April 2018 ist sie als ordentliche Professorin für Strategie und Innovation am Institut für Betriebswirtschaft der Universität St. Gallen tätig. Darüber hinaus fungiert sie als akademische Direktorin des Executive MBAs an der Executive School of Management, Technology and Law der Universität St. Gallen.
Sie ist verheiratet und Mutter von zwei Kindern.

## Forschung
Sie forscht mit Schwerpunkt in den Bereichen innovative Geschäftsmodelle, (digitale) Geschäftstransformationen und der Kreislaufwirtschaft. Sie forscht zu den Themen, wie Unternehmen neue Geschäftsmodelle entwickeln und umsetzen können, um langfristig erfolgreich auf dem Markt zu bestehen sowie zu nachhaltigen Geschäftsmodellen. Ausserdem hat sie das Buch «Geschäftsmodelle entwickeln: 55 innovative Konzepte mit dem St. Galler Business Model Navigator» publiziert, welches in mehreren Sprachen übersetzt wurde.

## Preise und Ehrungen
Karolin Frankenberger wurde für verschiedene Preise und Ehrungen nominiert bzw. gewählt. Darunter den Best Lecturer Award des International Executive MBA's der Universität St. Gallen im 2021, den HSG Impact Award für die Business Model Innovation for the Circular Economy der Universität St. Gallen 2020 und den Sumantra Ghoshal Research and Practice Award der Academy of Management.